# Johann Christian Paurnfeind

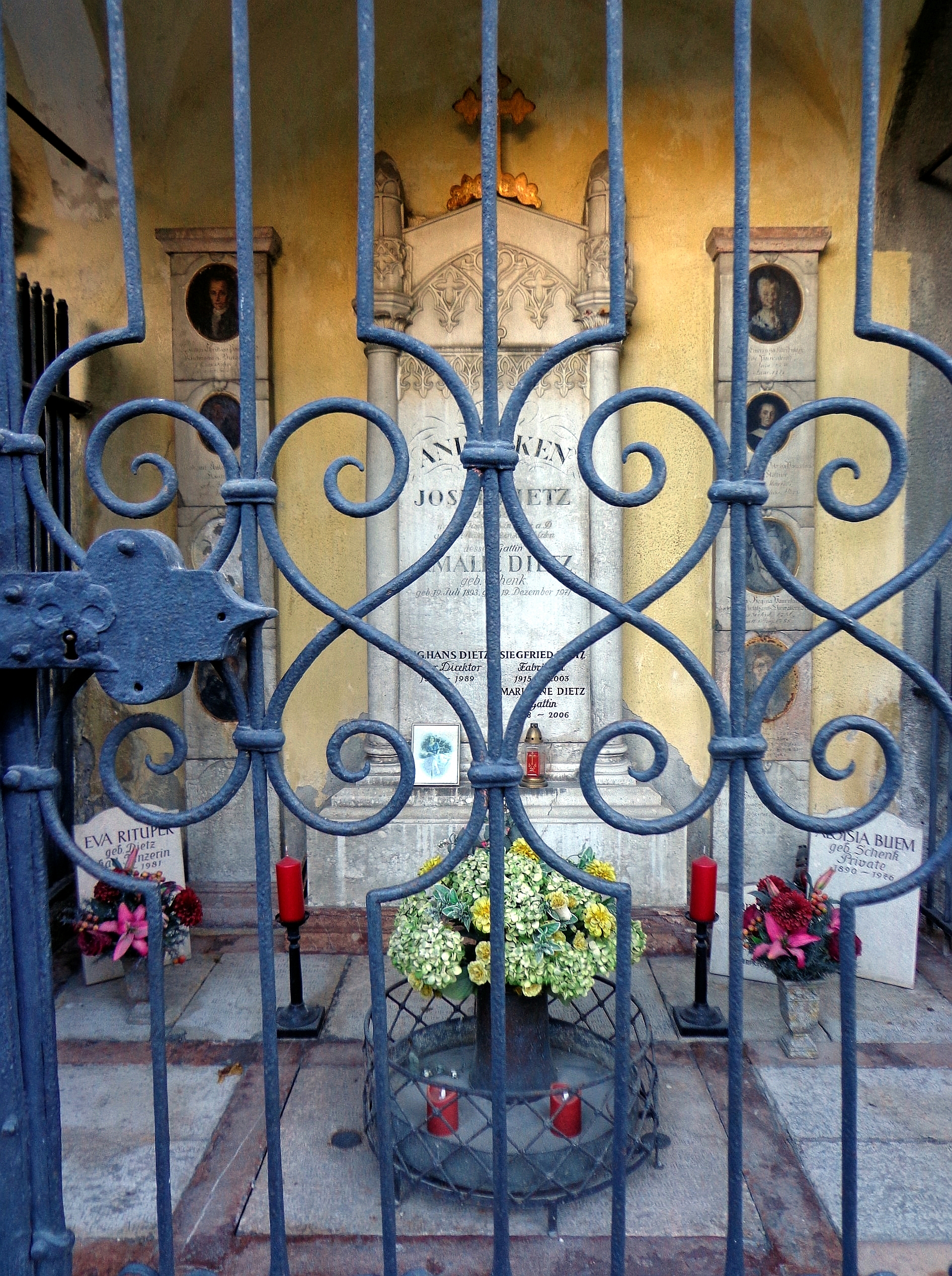
Gruft 50 (Petersfriedhof Salzburg), in der auch Johann Christian Paurnfeind bestattet ist.

Johann Christian Paurnfeind, selten auch Pauernfeind, im Taufbuch als Baurnfeind (* 21. Juni 1687 in Salzburg; † 13. Januar 1768 in Salzburg) war ein Bürgermeister der Stadt Salzburg im 18. Jahrhundert.
Paurnfeind war bürgerlicher Handelsmann und Stadtrat im fürsterzbischöflichen Salzburg. Von 1755 bis 1768, also zu der Zeit in der auch Leopold Mozart in der Stadt lebte, bekleidete er als Nachfolger von Kaspar Wilhelmseder für 13 Jahre das Amt des Salzburger Bürgermeisters.
Johann Christian Paurnfeind fand seine letzte Ruhestätte auf dem Friedhof St. Peter in Salzburg (Arkadengruft Nr. 50).